# 巴尔巴斯特
巴尔巴斯特（法語：Barbaste，法語發音：[baʁbast]）是法国洛特-加龙省的一个市镇，属于内拉克区。

## 地理
巴尔巴斯特（44°10'9"N, 0°17'11"E）面积38.7 平方千米，位于法国新阿基坦大区洛特-加龍省，该省份为法国西南部内陆省份，北起多爾多涅省，西接吉倫特省和朗德省，南至热尔省，东临塔恩-加龙省和洛特省。
与巴尔巴斯特接壤的市镇（或旧市镇、城区）包括：桑特拉耶、迪朗斯、拉瓦达克、内拉克、蓬皮耶、雷奥利斯。

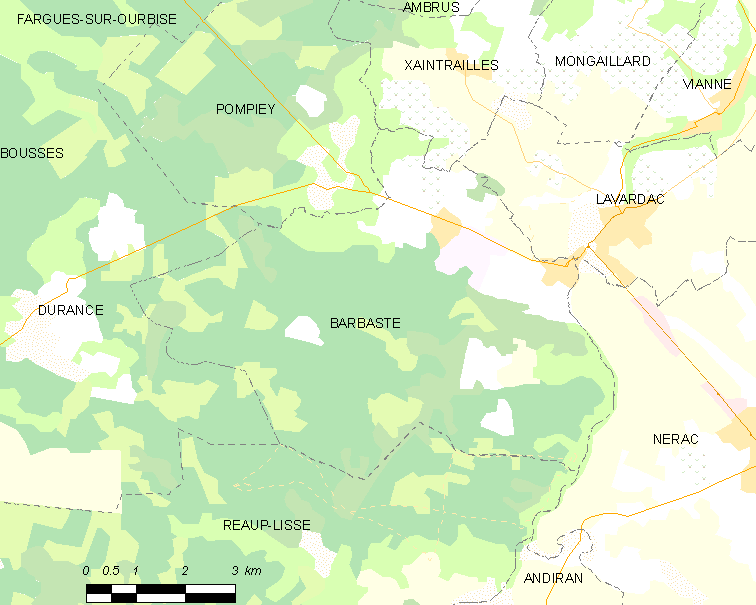
巴尔巴斯特的OSM定位图

巴尔巴斯特的时区为UTC+01:00、UTC+02:00（夏令时）。

## 行政
巴尔巴斯特的邮政编码为47230，INSEE市镇编码为47021。

## 政治
巴尔巴斯特所属的省级选区为拉瓦达克县。

## 人口

1962-2008年间巴尔巴斯特人口变化图示

巴尔巴斯特于2022年1月1日时的人口数量为1498人。